# 발테르 마차리
발테르 마차리(이탈리아어: Walter Mazzarri, 1961년 10월 1일 ~ )는 이탈리아의 전 축구 선수이며 최근 나폴리 감독을 맡았다.
선수 시절은 주로 세리에 B에서 활약하였다. 그러나 감독으로서의 능력은 그의 선수시절 보다 더욱 더 빛이 났다.
2007-08 시즌 UC 삼프도리아를 6위로 올려놓아 UEFA 컵 출전권을 따냈고, 다음 시즌에는 코파 이탈리아 준우승을 하였다.
그리고 SSC 나폴리로 옮겨온 이후엔 첫 시즌인 2009-2010 시즌을 6위로, 그 다음 시즌에는 에딘손 카바니를 영입하여 2010-11 시즌 3위로 마감하여 UEFA 챔피언스리그에 나가도록 하였다. 20111-2012 시즌에는 5위를 하여 차기 챔피언스리그 진출에는 실패하나 챔피언스리그에서 맨체스터 시티 FC를 제치고 16강 진출에 성공한다. 그의 나폴리에서의 마지막 시즌인 2012-13 시즌에는 나폴리를 시즌 2위로 올려놓았다.
그리고 이런 활약이 당시 부진하였던 인테르의 눈길을 사로잡았고 2013년 5월 24일 인테르의 감독으로 취임하게 된다. 그러나 그런 기대에도 불구하고 계속해서 부진한 모습을 보여주었고, 결국 2014년 11월 14일 인테르의 감독에서 물러나게 되었다.